# Emanuel Lehocký
Emanuel Lehocký (4. ledna 1876 Osuské – 24. září 1930 Bratislava) byl slovenský a československý politik a meziválečný poslanec Národního shromáždění za Československou sociálně demokratickou stranu dělnickou.

## Biografie

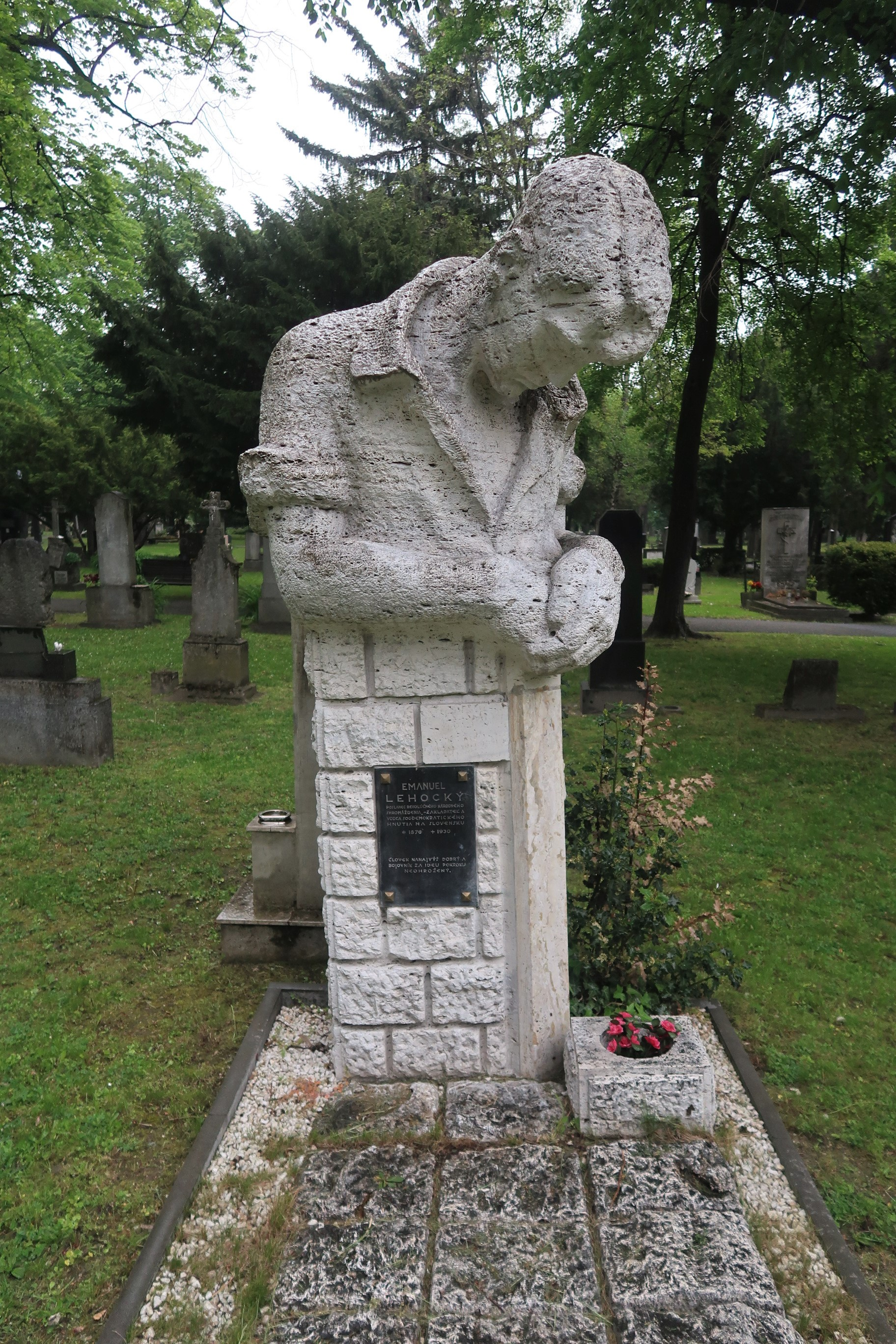
Hrob Emanuela Lehockého na Ondřejském hřbitově v Bratislavě

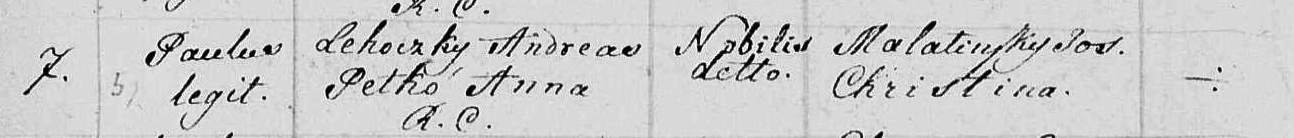
Záznam z matriky ohledně děda Emanuela Andrease Lehoczkyho, kloboučníka a urozeného měšťana,Osuské

Pocházel z rodiny kloboučníka Josefa Lehockého z Osuské. Jeho dědem byl Ondřej Lehocký, který byl v matričních záznamech označován jako urozený měšťan a kloboučník v Osuské a Senici. Emanuel začínal jako krejčovský dělník. Už na přelomu 19. a 20. století se začal angažovat v sociálně demokratickém hnutí (Sociálně demokratická strana Uherska, respektive Slovenská sociálně demokratická strana Uherska). Patřil mezi první sociálně demokratické aktivisty na území Slovenska. Na sjezdu strany v roce 1901 požadoval zahájení vydávání slovenskojazyčného dělnického týdeníku. Roku 1905 pak založil list Robotnícke noviny, později časopis Napred.
V roce 1917 se zapojil do porad slovenských a českých politiků ve Vídni, na kterých se finalizovala myšlenka státoprávního sjednocení Čechů a Slováků.
V roce 1918 byl předsedou Slovenské sociálně demokratické strany Uherska a na sjezdu konaném 25. prosince 1918 v Liptovském Svätém Mikuláši ji začlenil do celostátní československé sociální demokracie, přičemž fúze byla završena na 12. sjezdu Československé sociálně demokratické strany dělnické konaném 27. - 30. prosince téhož roku.
V letech 1918-1920 zasedal v Revolučním národním shromáždění. V parlamentních volbách v roce 1920 se stal poslancem Národního shromáždění. Podle údajů k roku 1920 byl profesí správcem nemocenské pokladny v Bratislavě. Je uváděn též jako předseda Ústřední sociální pojišťovny.
Zemřel v září 1930.